# Volkskreuzzug
Der Volkskreuzzug war ein Vorläufer des Ersten Kreuzzugs; er dauerte rund sechs Monate, von April bis Oktober 1096. Er ist auch als Bauern- oder Armenkreuzzug bekannt. In seinem Verlauf kam es zu blutigen Judenverfolgungen.

## Hintergrund
Papst Urban II. hatte den Beginn des Kreuzzugs für den 15. August 1096 geplant, aber nicht damit gerechnet, dass sich die von ihm entfachte Begeisterung auch ungesteuert Bahn brechen könnte. Bereits Monate vorher, im April 1096, hatte sich unerwartet eine Armee von Kleinbauern und niederem Adel zusammengefunden und war auf eigene Rechnung nach Jerusalem aufgebrochen. Die bäuerliche Bevölkerung wurde seit Jahren von Dürren, Hunger und Seuchen gequält, und einige von ihnen scheinen den Kreuzzug als eine Möglichkeit der Flucht aus ihren Nöten gesehen zu haben. Angespornt wurden sie durch eine Reihe von Himmelserscheinungen, die 1095 begonnen hatten und die ein göttlicher Segen für die Bewegung zu sein schienen, darunter ein Meteorschauer, Polarlichter, eine Mondfinsternis und ein Komet. Ein Ausbruch von Vergiftungen durch Mutterkorn (Ergotismus), die üblicherweise zu Massenpilgerreisen führten, hatte sich gerade vor der Synode von Clermont ereignet. Der Glaube, dass das Ende der Welt und die Wiederkunft Christi sich ankündigen, war weit verbreitet. Die Antwort auf Urbans Aufruf war dann auch jenseits aller Vorstellungen: Hatte der Papst einige Tausend Ritter erwartet, sah er sich nun einer Völkerwanderung von bis zu 40.000 als Kämpfer unausgebildeten Männern, Frauen und Kindern gegenüber.

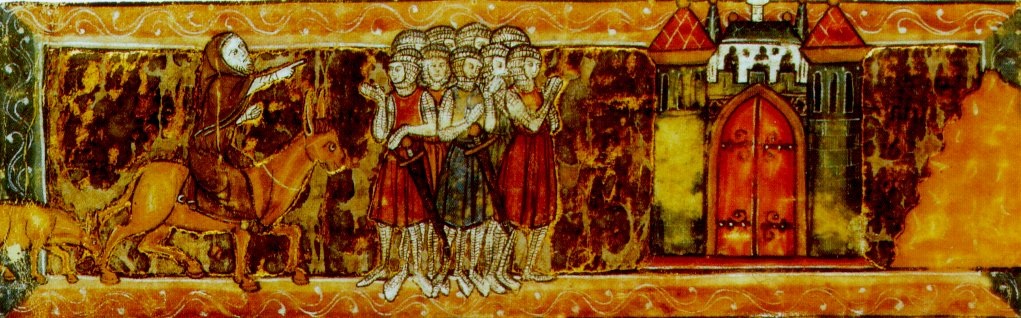
Peter der Einsiedler weist den Kreuzrittern den Weg nach Jerusalem. Französische Darstellung um 1270

Ein charismatischer Mönch namens Peter der Einsiedler aus Amiens war der geistliche Führer der Bewegung. Er war bekannt dafür, dass er auf einem Esel ritt und einfache Kleidung trug. Er hatte energisch den Kreuzzug in Nordfrankreich und Flandern gepredigt, beanspruchte für sich, von Jesus Christus selbst zu den Predigten aufgefordert worden zu sein (und gab vor, einen göttlichen Brief zum Beweis zu haben), und es ist wahrscheinlich, dass einige seiner Anhänger glaubten, er, und nicht Urban, sei der eigentliche Urheber der Kreuzzugsidee. Es wird oft angenommen, dass Peters Armee eine Bande von Analphabeten gewesen sei, inkompetenten Bauern, die keine Ahnung hatten, wo es lang ging, und die glaubten, jede Stadt, die sie auf ihrem Weg erreichten, sei Jerusalem selbst. Dies mag für einige sogar zugetroffen haben, aber eine lange Tradition von Pilgerfahrten nach Jerusalem stellte sicher, dass Ort und Entfernung der Stadt gut bekannt waren. Während die Mehrheit unerfahren im Kampf war, waren unter ihnen auch einige gut ausgebildete niedere Adlige, zum Beispiel Walter Sans-Avoir, der in der Kriegsführung erfahren war. Da der Papst für jeden Kreuzfahrer Ablass und Immunität versprochen hatte, konnte es nicht ausbleiben, dass sich viel Gesindel unter die Pilger mischte. Diebe und Gewaltverbrecher jeder Art zogen mit. Weniger aus religiösem Motiv, vielmehr als willkommene Fluchtmöglichkeit vor dem Gesetz und in der Hoffnung auf Beute. Dies war zweifellos mit ein Grund für die Spannungen, die unterwegs auftraten und den unglücklichen Verlauf dieses Kreuzzuges bestimmten.

## Emicho und die Deutschen
Ende April 1096 brach ein gewisser Volkmar aus dem Rheinland mit über 10.000 Menschen auf, um sich dem Zug von Peter dem Einsiedler anzuschließen und marschierte – wohl entlang der Donau durch Bayern und die Markgrafschaft Österreich – nach Ungarn. Wenig später brach Peters Schüler Gottschalk mit einem noch größeren Haufen auf, um Volkmar zu folgen.
Ein drittes Heer sammelte sich inzwischen unter Emicho I. Neben vielen Pilgern, die an seine Berufung glaubten und von denen einige sogar einer angeblich von Gott beseelten Gans gefolgt waren, schlossen sich ihm auch deutsche und französische Ritter mit militärischer Mannschaft an. Steven Runciman führte folgende Teilnehmer an (zur Kritik an Runcimans Darstellung vgl. Alan V. Murray):
Ein Graf von Zweibrücken, von Salm, von Viernenberg, von Dillingen, Drogo de Nesle (aus der Picardie), Clarambaud de Vendeuil (aus der Picardie), Thomas de La Fère und Guillaume I Vicomte de Melun, der wegen seiner gewaltigen Körperkraft „le Charpentier“ (der Zimmermann) genannt wurde.
Graf Emicho war ein erfahrener Kriegsmann von zweifelhaftem Ruf, der behauptete,  ihm sei Jesus Christus erschienen, der ihm die Kaiserkrone sowie Hilfe bei der Bekehrung der europäischen Juden versprochen habe, falls er sich dem Kreuzzug anschließe. Nach einer anderen Überlieferung hätte ihm ein Engel ein Kreuz auf die Brust gezeichnet und ihn zum Anführer im Kampf gegen den Antichristen ernannt. Graf Emicho betrachtete die Juden als Anhänger des Antichristen, daher bemühte er sich, sie zur Konversion zu nötigen und wenn ihm das nicht gelang, sie zu töten.

Ein Angriff auf die Jüdische Gemeinde Speyer erfolgte am 3. Mai 1096. Johannes I., Bischof von Speyer, vom Kaiser mit dem Schutz der Juden in seinem Herrschaftsbereich beauftragt setzte sich, nachdem 11 Juden gestorben waren, in mehrtägigen Kämpfen militärisch gegen den Mob durch und die „Kreuzfahrer“ zogen nach Norden ab, wo sie ein Pogrom in Worms verübten. 

Worms erreichten sie am 18. Mai 1096. Sie verübten zunächst ein Pogrom in der Stadt, dann an den Juden, die in den Bischofshof geflohen waren. Sie ermordeten zwischen 400 und 800 Juden. 
 Am 25. Mai langten die „Kreuzfahrer“ vor Mainz an, wo die Stadttore zunächst geschlossen blieben, dann aber zwei Tage später, nachdem auch der Haufen um Emicho dazugestoßen war, doch geöffnet wurden. Auch hier kam es zum Pogrom. Die Opferzahlen betrugen nach den unterschiedlichen Quellen zwischen 600 und 1300 Menschen.
In Köln gelang es dem Erzbischof von Köln,  Hermann III. von Hochstaden,  extreme  Ausschreitungen zu verhindern, jedoch wurde die Synagoge niedergebrannt und zwei Juden wurden erschlagen.
Während Emicho anschließend seine Mordtaten einstellte, zogen andere Horden weiter und töteten Juden in Trier, in Metz, in Neuss, Wevelinghoven, Eller und Xanten, bevor sie sich zerstreuten oder sich dem Heer der Kreuzfahrer von Gottfried von Bouillon anschlossen.

## Walter und die Franzosen

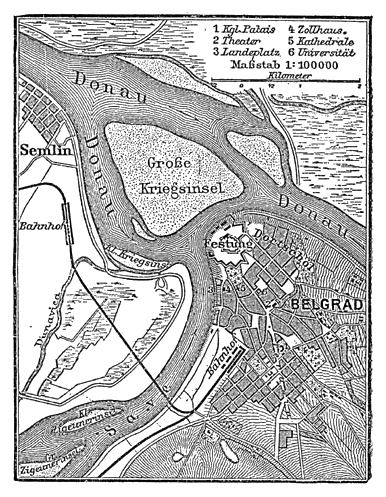
Karte der Umgebung von Semlin, der Save und Belgrad (1888)

Am 12. April 1096 versammelte Peter seine Armee in Köln, wo er den Deutschen predigen und weitere Teilnehmer motivieren wollte. Die Franzosen wollten aber nicht auf Peter und die Deutschen warten, und unter der Führung von Walter von Sans-Avoir brachen einige Tausend französische Kreuzfahrer auf, erreichten Ungarn vor Peter am 8. Mai, das sie ohne Zwischenfall durchquerten. Sie kamen bis zur Save bei Belgrad, die hier damals die Grenze des Byzantinischen Reichs bildete. Der Kommandeur von Belgrad wurde von dem Aufmarsch überrascht, hatte auch keine Anweisungen, wie mit ihnen umzugehen sei, und verweigerte ihnen erst einmal den Zutritt, was die Kreuzfahrer dazu brachte, die Umgebung zur Beschaffung von Lebensmitteln zu plündern. Es folgten Gefechte mit der Belgrader Garnison, sechzehn von Walters Männern versuchten, einen Markt in Semlin auf der anderen Seite des Flusses auszurauben, was die Lage nur verschlimmerte; sie wurden ihrer Rüstung und Kleidung beraubt, welche an den Burgmauern zur Schau gestellt wurde. Schließlich wurde den Kreuzfahrern erlaubt, nach Niš weiterzuziehen, wo sie verproviantiert wurden und auf Nachricht aus Konstantinopel über ihre Weiterreise warteten. Ende Juli kamen die Kreuzfahrer unter byzantinischer Eskorte in Konstantinopel an.

## Von Köln nach Konstantinopel
Peter und die anderen Kreuzfahrer verließen Köln etwa am 20. April. Etwa 20.000 Personen folgten ihm sofort, während eine weitere Gruppe erst später aufbrach. Als sie die Donau erreichten, reisten einige per Boot weiter, die Masse jedoch marschierte über Land und erreichte Ungarn bei Ödenburg. Auch sie durchquerten das Land ohne Zwischenfälle und trafen bei Semlin auf die anderen.
In Semlin schöpften die Kreuzfahrer Verdacht, als sie Walters sechzehn Rüstungen an den Mauern hängen sahen; schließlich führte ein Disput über den Preis für ein Paar Schuhe zu einem Aufruhr auf dem Markt, der sich – vermutlich gegen Peters Willen – zu einem allgemeinen Angriff auf die Stadt auswuchs, bei dem 4000 Ungarn getötet wurden. Die Kreuzfahrer flohen danach über die Save nach Belgrad, lieferten sich Gefechte mit den Belgrader Truppen, die Einwohner flohen und die Kreuzfahrer plünderten die Stadt und brannten sie anschließend nieder.
Nach einem Marsch von sieben Tagen erreichten sie Niš am 3. Juli. Der Stadtkommandant versprach eine Eskorte für Peters Armee bis Konstantinopel ebenso wie Nahrung, falls sie sofort weiterzögen. Peter sagte zu, am nächsten Morgen brach er auf – einige Deutsche jedoch gerieten in Streit mit einigen Ortsansässigen an der Straße und brannten eine Mühle ab, Peter verlor die Kontrolle und Niš schickte seine gesamte Garnison gegen die Kreuzfahrer. Diese wurden vollständig geschlagen, viele von ihnen getötet. Alles in allem war etwa ein Viertel der Kreuzfahrer verloren gegangen, der Rest gruppierte sich in Bela Palanka erneut. Als sie Sofia am 12. Juli erreichten, trafen sie auf eine byzantinische Eskorte, die sie am 1. August sicher in Konstantinopel ablieferte.

## Zusammenbruch der Führung
Der byzantinische Kaiser Alexios I. Komnenos, der auch nicht wusste, was er mit einer derart unüblichen und unerwarteten „Armee“ machen sollte, ließ sie am 6. August schnell über den Bosporus setzen. Seitdem wird darüber diskutiert, ob er sie ohne byzantinische Führer wegschickte, in dem Wissen, dass sie von den seldschukischen Türken abgeschlachtet würden, oder ob sie auf der Weiterreise durch Kleinasien trotz seiner Warnungen bestanden. Mutmaßlich stellten die Kreuzfahrer mit ihren gewalttätigen Übergriffen auch eine Belastung für die Bevölkerung dar. Kaiser Alexios warnte Peter, sich nicht mit den Türken einzulassen, die er für überlegen hielt, und riet ihm, auf die anderen Kreuzfahrer zu warten, den Hauptzug, den Papst Urban angestoßen hatte, und der noch unterwegs war.
Peter, die Franzosen unter Walter Sans-Avoir sowie italienische Gruppen, die zur gleichen Zeit ankamen, trafen nun aufeinander. Sie begannen Städte zu plündern, erreichten Nikomedia, wo ein Streit zwischen den Deutschen und Italienern einerseits und den Franzosen andererseits ausbrach. Die Deutschen und die Italiener setzten sich ab, wählten einen neuen Führer, einen Italiener namens Rainald, während bei den Franzosen Gottfried Burel das Kommando übernahm. Peter hatte seinen Einfluss auf den Kreuzzug verloren.
Entgegen Alexios’ Rat stachelten sich die Kreuzfahrer gegenseitig an, griffen unverfroren benachbarte Städte an und erreichten schließlich die Gegend um Nicäa, die türkische Hauptstadt und Festung, deren Vororte sie plünderten. Die Deutschen marschierten mit 6.000 Kreuzfahrern zur Festung Xerigordon und eroberten sie, um sie als Basis für die Raubzüge in der Umgebung zu nutzen. Die meisten Einheimischen waren Christen, deren Rettung der Vorwand für das ganze Unternehmen war. Statt Rettung gab es Mord und Plünderung. Als Antwort schickten die Türken eine beträchtliche Armee gegen Xerigordon, die am 29. September die Wasserversorgung der Stadt eroberte, die außerhalb lag und die die Deutschen übersehen hatten. Nach acht Tagen mussten die Kreuzfahrer aufgeben. Diejenigen, die Christen bleiben wollten, wurden getötet, diejenigen, die zum Islam konvertierten, wurden in die Sklaverei verkauft.

## Krise

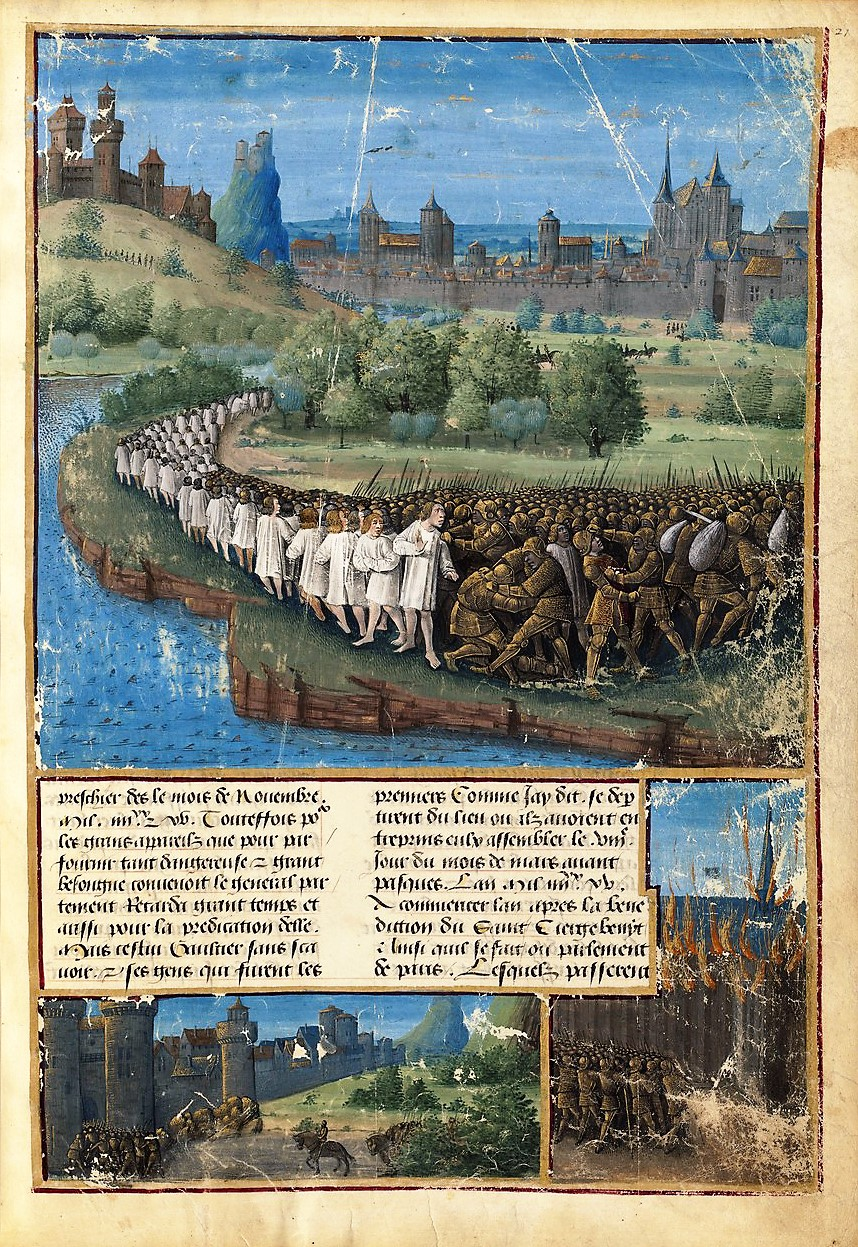
Massaker des Volkskreuzzugs (Miniatur von 1490)

Im Hauptlager der Kreuzfahrer streuten türkische Spione das Gerücht, dass die Deutschen, die Xerigordon erobert hatten, auch Nicäa in ihren Besitz gebracht hatten. Dies diente dazu, die Kreuzfahrer in einen Hinterhalt zu locken – denn sie brachen erregt auf, um an der Kriegsbeute teilzuhaben. Als die Wahrheit über die Ereignisse in Xerigordon die Kreuzfahrer erreichte, verwandelte sich die Erregung in Panik. Peter der Einsiedler war zurück nach Konstantinopel gegangen, um für Nachschub zu sorgen und sollte bald zurückkehren. Die meisten Anführer sprachen sich dafür aus, auf seine Rückkehr zu warten (die er aber unterließ). Aber Gottfried Burel, der unter den Massen die größte Anhängerschaft hatte, setzte sich mit dem Argument durch, dass sie feige seien, wenn sie nicht umgehend die Türken angriffen. Am Morgen des 21. Oktober marschierte der gesamte wehrfähige Teil der Armee auf Nicäa, während Frauen, Kinder, Alte und Kranke im Feldlager blieben.
Drei Meilen vom Lager entfernt, an einer Stelle, wo die Straße in der Nähe von Drakon einen Hohlweg erreicht, war der türkische Hinterhalt. Panik brach sofort aus und innerhalb von Minuten waren die Kreuzfahrer auf dem Rückzug ins Feldlager. Die meisten von ihnen wurden getötet, nur Jungen und Mädchen wurden verschont, um in die Sklaverei verkauft zu werden. 3.000, darunter auch Gottfried Burel, der die Katastrophe ausgelöst hatte, hatten das Glück, sich in eine verlassene Burg zurückziehen zu können. Die Byzantiner schließlich hoben die folgende Belagerung auf und führten die 3.000 nach Konstantinopel zurück, die einzigen Überlebenden des Volkskreuzzugs. Diese wurden entwaffnet und in einem Stadtviertel von Konstantinopel einquartiert, wo sie auf die Ankunft des Hauptheeres des Ersten Kreuzzugs warteten, dem sie sich anschlossen.

## Sekundärliteratur
- Frederic Duncalf: The Peasants Crusade. In: American Historical Review. Band 26, 1921, S. 440–453.

- Kenneth M. Setton, Marshall W. Baldwin: A History of the Crusades, Band I: The first hundred years. 1969, S. 281 ff. (wisc.edu).

- John J. Norwich: Byzantium – The Decline and Fall. Penguin Books, Edmonton 1996, ISBN 0-14-011449-1.
- Steven Runciman: Geschichte der Kreuzzüge. 5. Auflage. DTV, 2006, ISBN 3-423-30175-9, S. 132.